# Lusitanops bullioides
Lusitanops bullioides é uma espécie de gastrópode do gênero Lusitanops, pertencente a família Raphitomidae.